# Robbins (Tennessee)
Robbins – jednostka osadnicza w Stanach Zjednoczonych, w stanie Tennessee, w hrabstwie Scott.